# 八九式機槍
八九式機槍是日本陸軍航空隊飛機的主要武器，主要配備在1930年代日本陸軍軍用機上。

## 簡介
1927年，日本帝國陸軍向英國維克斯公司購入維克斯E型航空機槍生產授權，1929年，國內產製版本賦予名稱為八九式固定機槍，與八九式可動機槍結構上全然不同。
八九式機槍使用的彈藥為6.5×50mm有坂子彈放大的7.7×58毫米SR八九式機槍彈，破壞力為100公尺外可貫穿11公釐厚的鋼板。
八九式固定機槍的設計和海軍的九七式機槍幾乎是一模一樣，但海軍使用原廠版本的英式7.7mm×56R子彈，兩種槍械子彈並不相容。
八九式機槍在1939年諾門罕事件中顯示火力不足，在1940年代起的現役型號衍生改良版本，或是新研製戰機的基礎武器陸續以Ho-103重機槍替換。

## 使用機種
- 九一式戰鬥機
- 九二式戰鬥機
- 九五式戰鬥機
- 九七式戰鬥機
- 一式戰隼一型/隼一型甲/隼一型乙
- 二式戰鐘馗一型甲
- 三式戰飛燕一型甲

## 外部連結
- 旧日本陆海军航空枪炮发展史（页面存档备份，存于）